# Таныгин, Сергей Иванович
Серге́й Ива́нович Таны́гин (7 августа 1968, д. Верхушут, Куженерский район, Марийская АССР) — российский и марийский театральный художник, художник-постановщик, живописец, член Союза художников России с 1997 года. Главный художник Марийского национального театра драмы им. М. Шкетана (1996—2002, с 2008). Заслуженный художник Республики Марий Эл (2015). Лауреат Российской национальной театральной премии «Золотая маска» (2020), Государственной премии Республики Марий Эл (2009) и Национальной театральной премии имени Йывана Кырли (2008).

## Биография
Родился 7 августа 1968 года в д. Верхушут ныне Куженерского района Марий Эл в семье сельских учителей. С 5 класса стал воспитанником Национальной школы-интерната № 1 для одарённых детей в Йошкар-Оле.
В 1987 году окончил Йошкар-Олинское художественное училище, в 1993 году — ВГИК (факультет художников-постановщиков фильмов). Учился у М. А. Богданова и Г. А. Мясникова, художников-постановщиков известных фильмов: «Война и мир», «Гусарская баллада», «Невероятные приключения итальянцев в России».
По окончании ВГИКа в течение 3 лет работал на Свердловской киностудии кинохудожником. В 1993—1996 годах — главный художник Марийского театра юного зрителя. В 1996—2002 годах и с 2008 года — главный художник Марийского национального театра драмы имени М. Шкетана.
В настоящее время живёт и работает в г. Йошкар-Оле.

## Семья
Женат, супруга — актриса, режиссёр-педагог Светлана Кельдышева.
Брат — известный художник-этнофутурист Ю. И. Таныгин.

## Художественное творчество
Член Союза художников России с 1997 года.
Основные направления художественного творчества — театрально-декорационное искусство, кинематограф, станковая живопись и книжная графика. Работает в технике акварели, автор пейзажей, натюрмортов, портретов.
В качестве художника-постановщика поставил более чем 80 спектаклей в театрах Марий Эл, более 30 спектаклей в Марийском национальном театре драмы им. М. Шкетана. Работал ассистентом художника в полнометражных художественных фильмах «Питер FM» (Москва, 2004), «Ведьма» (Москва, 2006), «Небесные жёны луговых мари» (г. Москва, 2012), «Дарима» (г. Улан-Удэ, 2013). Был художником музыкальных клипов исполнителя Владимира Преснякова.
В 2006—2007 годах стал автором диорам отделов природы и этнографии Национального музея Республики Марий Эл им. Т. Евсеева. В 2007 году стал автором этнофутуристической серии «Миф».
В 2013 году оформил диораму музея «Газпром добыча Уренгой» в Уренгое. В 2014 году для Музея-заповедника Петергофа написал 16 портретов известных деятелей города.
Также известен как автор эмблем Года марийской литературы, национального марийского праздника «Пеледыш Пайрем», 100-летия образования марийского автономии.
Участник зональных, российских и зарубежных выставок.
Работы С. И. Таныгина экспонируются в музеях Марий Эл и Йошкар-Олы, музеях городов России, хранятся в частных коллекциях в России и за рубежом.
В 2009 году стал лауреатом Государственной премии Республики Марий Эл за спектакль по драме М. Шкетана «Эх» родители!.." (2008), поставленный в Марийском национальном театре драмы имени М. Шкетана.
В 2020 году стал лауреатом Российской национальной театральной премии «Золотая маска» за спектакль «Йÿд орол» («Ночной караул») в Республиканском театре кукол.

## Звания и награды
- Медаль «За труды в культуре и искусстве» (25 марта 2025 года) — за вклад в развитие отечественной культуры и искусства, многолетнюю плодотворную деятельность[9]
- Заслуженный художник Республики Марий Эл (2015)[10]
- Российская национальная театральная премия «Золотая маска» (2020)[8]
- Государственная премия Республики Марий Эл (2009)[2]
- Молодёжная премия имени Валентина Колумба (2009)[2]
- Национальная театральная премия имени Йывана Кырли (2008)[2]